# Palaeotherium

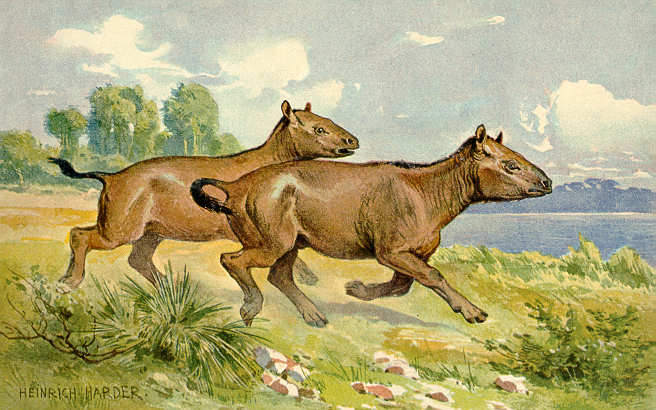
Recreación de Heinrich Harder

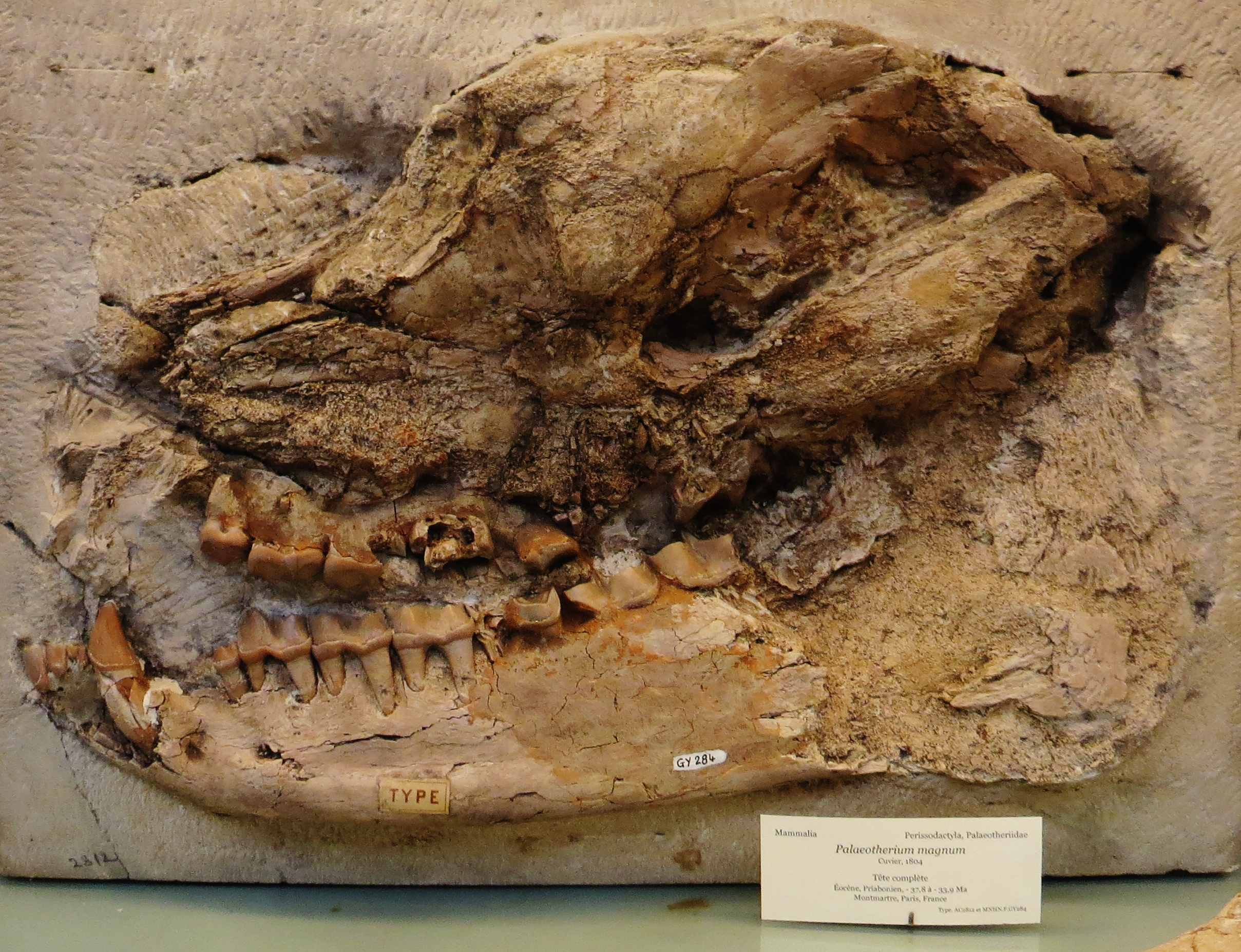
El cráneo de P. magnum

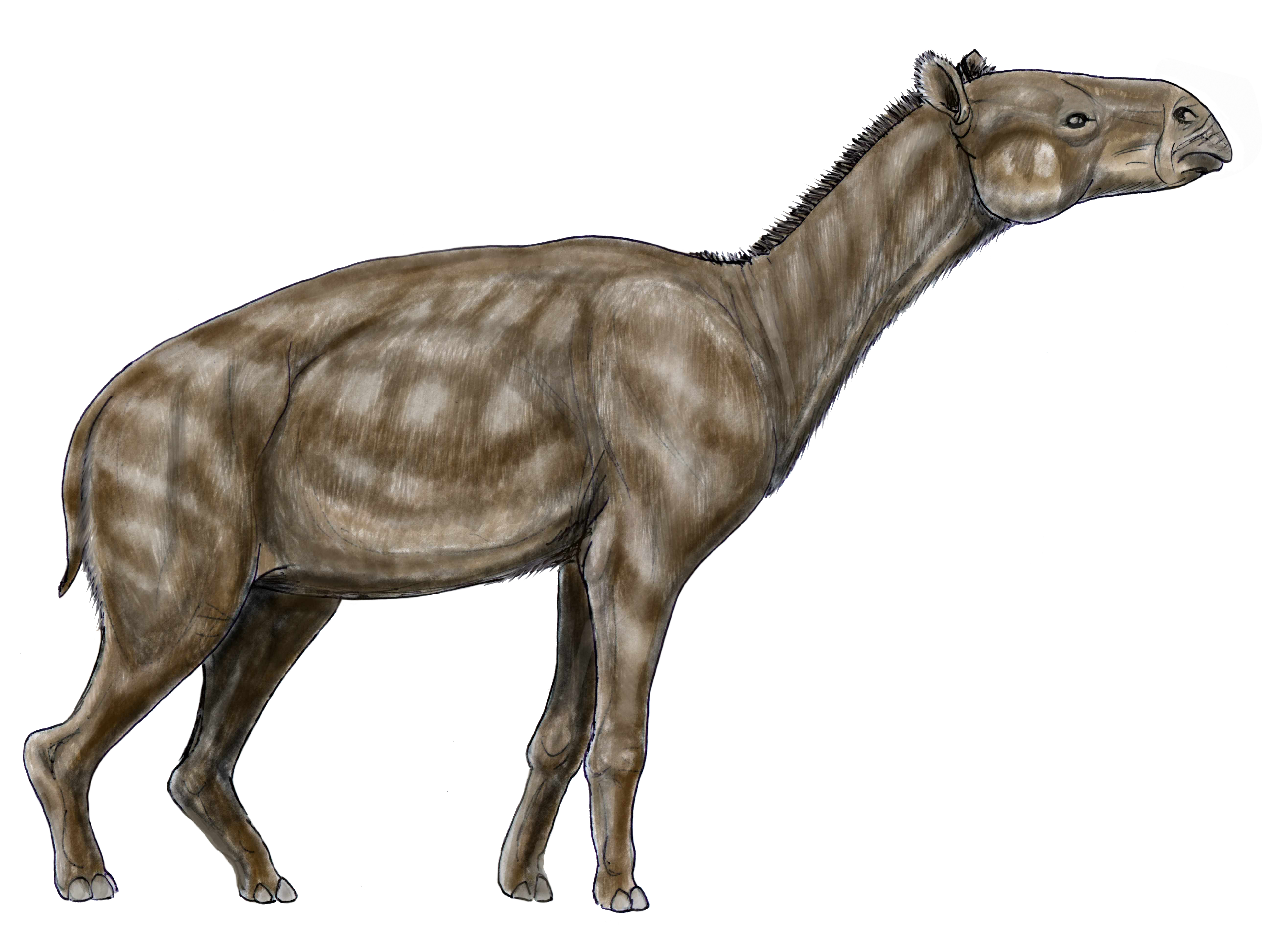
Recreación moderna de P. magnum

Palaeotherium (gr. «bestia antigua») es un género de mamíferos perisodáctilos de la familia Palaeotheriidae. Medían cerca de 75 cm de altura, con rasgos parecidos al actual tapir. Vivieron en los densos bosques tropicales de Europa hace alrededor de 45 millones de años durante la primera mitad del Eoceno.
Georges Cuvier lo describió originalmente como una especie de tapir, y como estos, Palaeotherium ha sido reconstruido como un animal parecido a un tapir. El examen de los cráneos son embargo ha mostrado que la cavidad nasal no era apta para tener una trompa pequeña, lo que ha derivado en nuevas reconstrucciones que lo muestran como una criatura más parecida a los caballos. Los estudios anatómicos también sugieren que Palaeotherium, junto con otros géneros de paleotéridos como Hyracotherium, estaban cercanamente relacionados con los caballos.
En general las especies de Palaeotherium medían cerca de 75 centímetros de altura hasta los hombros, pero la especie de mayor tamaño, P. magnum del Eoceno medio de Francia, alcanzaba una talla comparable a los mayores caballos modernos.

## Especies
El género Palaeotherium incluye siete u ocho especies:
- Palaeotherium castrense
- Palaeotherium ruetimeyeri
- Palaeotherium magnum
- Palaeotherium crassum
- Palaeotherium medium
- Palaeotherium curtum
- Palaeotherium giganteum
- ?Palaeotherium lautricense